# 夜の底は柔らかな幻
『夜の底は柔らかな幻』（よるのそこはやわらかなまぼろし）は、1984年10月1日にリリースされた久保田早紀（現・久米小百合）の7枚目のアルバム。発売元はCBS・ソニー。

## 概要
帯コピー：ニューサウンドで、よりエスニックに夢を語る久保田早紀の世界。
久保田自らが初めてプロデュースした（金子文枝との共同）作品で、サウンド・プロデュースは久米大作が担当している。当時久保田は既に久米との結婚および引退を考えていたといい、その直前にリリースされたラストアルバムである。″遊園地みたいに面白くて小説よりも素敵なアルバム″ を作ろうと制作され、先鋭的なアレンジと幻想的な歌詞が調和した音楽となっており、久保田自身も「自分がやりたかった音のすべてを注ぎ込んだ」と述べている。
LPレコードでは、A面に ″Fortissimo Dream″ 、B面に ″Pianissimo Dream″ とそれぞれ異なるテーマが設けられている。久保田が魔術師風の格好をしたジャケットのスタイリングは、かつてプラスチックスやMELONのメンバーとして活躍した佐藤チカがイメージしたもので、用いられた帽子やバッジは佐藤の私物であるとのこと。写真撮影は女流写真家の久留幸子が担当している。
B-2「ピアニッシモで…」は、タイトル曲のB-1「夜の底は柔らかな幻」とのカップリングでシングルカットされ、同日発売された。
久保田のデビュー40周年を記念し発売されたアニヴァーサリーBOX『Saki Kubota PREMIUM』では、アルバム未収録シングルの「お友達」や「夜の底は柔らかな幻」のシングル・バージョン、かつて久保田自身がパーソナリティーを務めNHK-FMで放送された番組「ふたりの部屋 ″ドゥ・ユ・ラブ・ミー″」テーマ曲の初音源化など5曲がボーナス・トラックとして追加収録された。

## 収録曲

### LP／CT
| 全作曲: 久保田早紀、全編曲: 久米大作。 |                                  |                      |            |      |
| #                                      | タイトル                         | 作詞                 | 作曲・編曲 | 時間 |
| 1.                                     | 「メランコリーのテーブルクロス」 | 久保田早紀・三浦徳子 | 久保田早紀 | 4:00 |
| 2.                                     | 「月の浜辺ボタンがひとつ」       | 久保田早紀           | 久保田早紀 | 4:35 |
| 3.                                     | 「ねじれたヴィーナス」           | 三浦徳子             | 久保田早紀 | 5:06 |
| 4.                                     | 「9月のレストラン」              | 久保田早紀・三浦徳子 | 久保田早紀 | 4:45 |
| 5.                                     | 「寒い絵葉書」                   | 三浦徳子             | 久保田早紀 | 3:30 |
| 合計時間:                              | 合計時間:                        | 合計時間:            | 21:56      |      |

| 全作曲: 久保田早紀、全編曲: 久米大作。 |                        |                      |            |      |
| #                                      | タイトル               | 作詞                 | 作曲・編曲 | 時間 |
| 1.                                     | 「夜の底は柔らかな幻」 | 久保田早紀・三浦徳子 | 久保田早紀 | 4:15 |
| 2.                                     | 「ピアニッシモで…」    | 三浦徳子             | 久保田早紀 | 4:30 |
| 3.                                     | 「フェニキア」         | 久保田早紀           | 久保田早紀 | 5:36 |
| 4.                                     | 「見えない手」         | 久保田早紀・三浦徳子 | 久保田早紀 | 4:53 |
| 合計時間:                              | 合計時間:              | 合計時間:            | 19:14      |      |

### CD
| 全作曲: 久保田早紀、全編曲: 久米大作。 |                                  |                      |            |      |
| #                                      | タイトル                         | 作詞                 | 作曲・編曲 | 時間 |
| 1.                                     | 「メランコリーのテーブルクロス」 | 久保田早紀・三浦徳子 | 久保田早紀 | 4:00 |
| 2.                                     | 「月の浜辺ボタンがひとつ」       | 久保田早紀           | 久保田早紀 | 4:35 |
| 3.                                     | 「ねじれたヴィーナス」           | 三浦徳子             | 久保田早紀 | 5:06 |
| 4.                                     | 「9月のレストラン」              | 久保田早紀・三浦徳子 | 久保田早紀 | 4:45 |
| 5.                                     | 「寒い絵葉書」                   | 三浦徳子             | 久保田早紀 | 3:30 |
| 6.                                     | 「夜の底は柔らかな幻」           | 久保田早紀・三浦徳子 | 久保田早紀 | 4:15 |
| 7.                                     | 「ピアニッシモで…」              | 三浦徳子             | 久保田早紀 | 4:30 |
| 8.                                     | 「フェニキア」                   | 久保田早紀           | 久保田早紀 | 5:36 |
| 9.                                     | 「見えない手」                   | 久保田早紀・三浦徳子 | 久保田早紀 | 4:53 |

| 全作曲: 久保田早紀、全編曲: 久米大作（特記以外）。 |                                        |                      |            |      |
| #                                                  | タイトル                               | 作詞                 | 作曲・編曲 | 時間 |
| 10.                                                | 「お友達」                             | 三浦徳子             | 久保田早紀 | 3:47 |
| 11.                                                | 「エルドラド」                         | 三浦徳子             | 久保田早紀 | 3:48 |
| 12.                                                | 「夜の底は柔らかな幻」(Single version) | 久保田早紀・三浦徳子 | 久保田早紀 | 4:02 |
| 13.                                                | 「お友達」(LP version)                 | 三浦徳子             | 久保田早紀 | 3:46 |
| 14.                                                | 「ドゥ・ユ・ラブ・ミー」(編曲者不明)   | 久保田早紀           | 久保田早紀 | 3:56 |
| 合計時間:                                          | 合計時間:                              | 合計時間:            | 60:52      |      |

## 参加ミュージシャン
- Keyboards：久米大作、和泉宏隆
- Bass：渡辺建、寒河江勇志
- Drums：青山純
- Percussion：仙波清彦、Leichi
- E. Guitar：北島健二
- A. Guitar：石川鷹彦、安田裕美
- Tabura：Matto
- Tp, Fl：数原晋
- W. B：吉野弘志
- Accordion：数原晋
- Strings：大野グループ、JOEストリングス
- Synthesizer Operator：浦田恵司

## シングル

### 概要
オリジナル・アルバム未収録シングル。発売日は1984年3月23日。当初はアルバム『夜の底は柔らかな幻』に収録される予定でアルバム用のミックスが施されたが、諸般の事情によって収録が見送られ、同年11月に発売されたカセット企画『BEST SELECTION』に収録されることとなった。なお、このバージョンは40周年アニヴァーサリーBOX『Saki Kubota PREMIUM』のDisc-7『夜の底は柔らかな幻』にボーナス・トラックとして追加収録され、初CD化となった。

### 収録曲
1. お友達
作詞：三浦徳子 / 作曲：久保田早紀 / 編曲：久米大作
2. エルドラド
作詞：三浦徳子 / 作曲：久保田早紀 / 編曲：久米大作

### 概要
アルバム『夜の底は柔らかな幻』と同時発売されたシングル。B面曲「夜の底は柔らかな幻」はアルバムとは異なるバージョンで収録された。久保田がある日、箱舟が森の中を流れてくる不思議な夢を見たことから、これを曲にしてみようと思い出来たものだという。久保田自身はこの曲をA面にしたかったが、CBS・ソニーの担当者らが一般受けしそうな「ピアニッシモで…」の方を推したことで、最終的にB面曲となった。

### 収録曲
1. ピアニッシモで…
作詞：三浦徳子 / 作曲：久保田早紀 / 編曲：久米大作
2. 夜の底は柔らかな幻
作詞：久保田早紀、三浦徳子 / 作曲：久保田早紀 / 編曲：久米大作

## 参考資料
- 久保田早紀『Saki Kubota PREMIUM』（ブックレット）ソニー・ミュージックエンタテインメント、2020年1月31日。DQCL-772。
- 久保田早紀『夜の底は柔らかな幻』（ライナーノーツ）CBS/Sony、1984年10月1日。28AH 1776。